# Komenda Rejonu Uzupełnień Wieluń

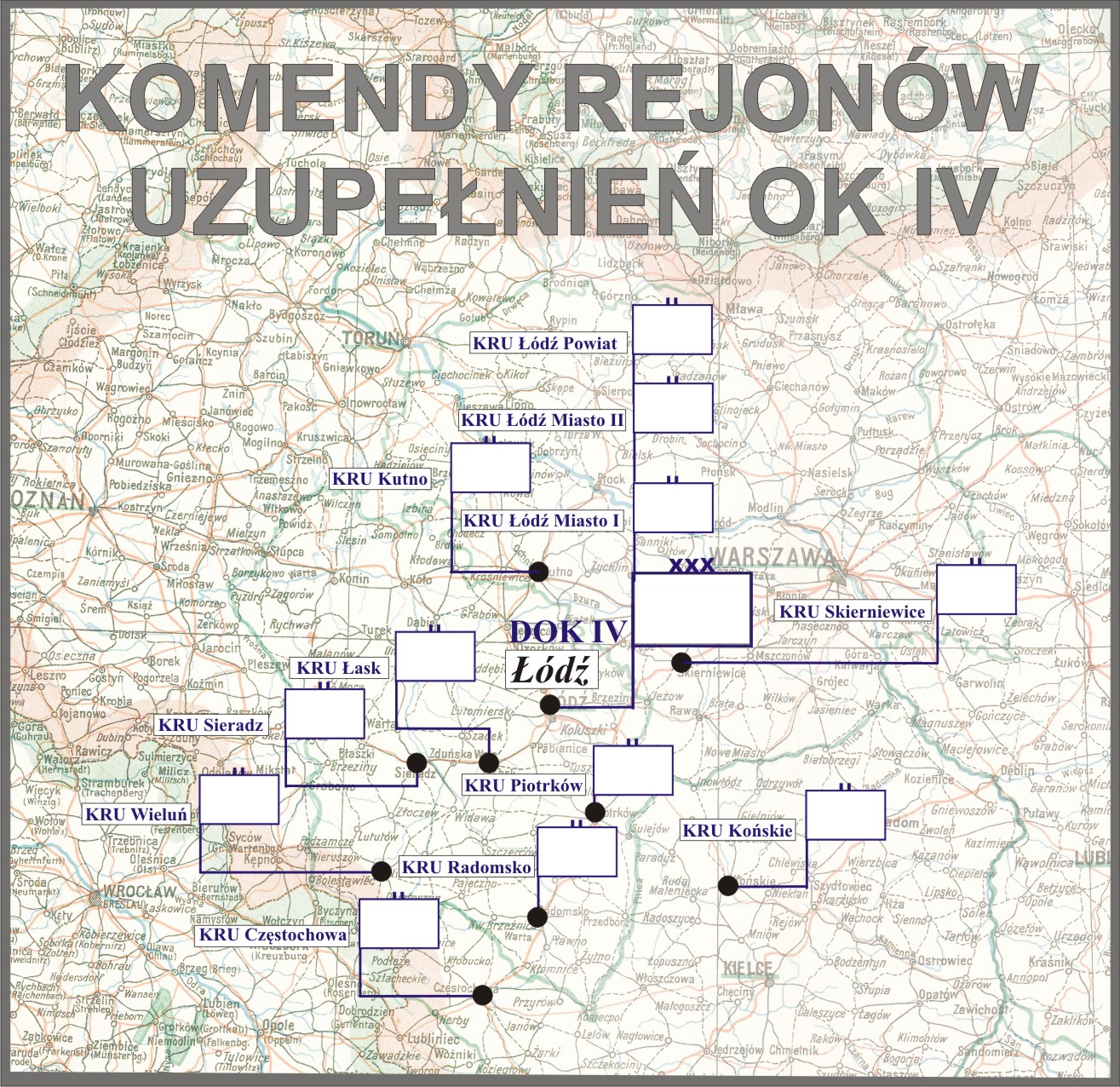
Komendy rejonów uzupełnień OK III

Komenda Rejonu Uzupełnień Wieluń (KRU Wieluń) – organ wojskowy właściwy w sprawach uzupełnień Sił Zbrojnych II Rzeczypospolitej i administracji rezerw w powierzonym mu rejonie.

## Historia komendy
15 listopada 1921 roku, po wprowadzeniu podziału kraju na dziesięć okręgów korpusów oraz wprowadzeniu pokojowej organizacji służby poborowej, na terenie Okręgu Korpusu Nr IV została utworzona Powiatowa Komenda Uzupełnień Wieluń obejmująca swoją właściwością powiat wieluński, który dotychczas znajdował się w granicach Okręgu Generalnego Kielce i wchodził w skład rejonu poborowego PKU 27 pp w Częstochowie.
18 listopada 1924 roku weszła w życie ustawa z dnia 23 maja 1924 roku o powszechnym obowiązku służby wojskowej, a 15 kwietnia 1925 roku rozporządzenie wykonawcze ministra spraw wojskowych do tejże ustawy, wydane 21 marca tego roku wspólnie z ministrami: spraw wewnętrznych, zagranicznych, sprawiedliwości, skarbu, kolei, wyznań religijnych i oświecenia publicznego, rolnictwa i dóbr państwowych oraz przemysłu i handlu. Wydanie obu aktów prawnych wiązało się z przejęciem przez władze cywilne (administracji I instancji) większości zadań związanych z przygotowaniem i przeprowadzeniem poboru. Przekazanie większości zadań władzom cywilnym umożliwiło organom służby poborowej zajęcie się wyłącznie racjonalnym rozdziałem rekruta oraz ewidencją i administracją rezerw. Do tych zadań dostosowana została organizacja wewnętrzna powiatowych komend uzupełnień i ich składy osobowe. Poszczególne komendy różniły się między sobą składem osobowym w zależności od wielkości administrowanego terenu.
Zadania i nowa organizacja PKU określone zostały w wydanej 27 maja 1925 roku instrukcji organizacyjnej służby poborowej na stopie pokojowej. W skład PKU Wieluń wchodziły dwa referaty: I) referat administracji rezerw i II) referat poborowy. Nowa organizacja i obsada służby poborowej na stopie pokojowej według stanów osobowych L. O. I. Szt. Gen. 3477/Org. 25 została ogłoszona 4 lutego 1926 roku. Z tą chwilą zniesione zostały stanowiska oficerów ewidencyjnych.
12 marca 1926 roku została ogłoszona obsada personalna Przysposobienia Wojskowego, zatwierdzona rozkazem Dep. I L. 6000/26 przez pełniącego obowiązki szefa Sztabu Generalnego gen. dyw. Edmunda Kesslera, w imieniu ministra spraw wojskowych. Zgodnie z nową organizacją pokojową Przysposobienia Wojskowego zostały zlikwidowane stanowiska oficerów instrukcyjnych przy PKU, a w ich miejsce utworzone rozkazem Oddz. I Szt. Gen. L. 7600/Org. 25 stanowiska oficerów przysposobienia wojskowego w pułkach piechoty.
Od 1926 roku, obok ustawy o powszechnym obowiązku służby wojskowej i rozporządzeń wykonawczych do niej, działalność PKU Wieluń normowała „Tymczasowa instrukcja służbowa dla PKU”, wprowadzona do użytku rozkazem MSWojsk. Dep. Piech. L. 100/26 Pob.
Od 16 kwietnia do 8 maja 1929 roku przed Wojskowym Sądem Okręgowym Nr IV w Łodzi toczyła się rozprawa o nadużycia w służbie poborowej, w latach 1925–1928, przeciwko oskarżonym: podpułkownikowi Jerzemu Mikołajowi Rogalskiemu, byłemu komendantowi PKU (jego obrońcą był adwokat Zygmunt Hofmokl-Ostrowski), porucznikowi Piotrowi Kijania, byłemu referentowi PKU (adw. Nawarski) i sierż. Władysławowi Wróblowi r. 1905 (por. Senkowski). Rozprawie przewodniczył ppłk KS Józef Gralewski, sędzia orzekający w WSO Nr IV, a oskarżał kpt. KS dr Józef Mitowski, prokurator Prokuratury przy WSO Nr IV                . 23 maja 1929 roku sąd skazał: płk. Rogalskiego na karę pięciu lat ciężkiego więzienia, degradację do stopnia szeregowca, pozbawienie praw i wydalenie z wojska, por. Kijanię na łączną karę czterech lat ciężkiego więzienia, degradację i wydalenie z wojska, z zaliczeniem aresztu prewencyjnego, natomiast sierż. Wróbla na karę sześciu miesięcy więzienia, po uprzedniej degradacji i wydaleniu z wojska. Po ogłoszeniu wyroku skazani zostali przewiezieni do więzienia .
W marcu 1930 roku PKU Wieluń była nadal podporządkowana Dowództwu Okręgu Korpusu Nr IV w Łodzi i administrowała powiatem wieluńskim. W grudniu tego roku komenda posiadała skład osobowy typ II.
31 lipca 1931 roku gen. dyw. Kazimierz Fabrycy, w zastępstwie ministra spraw wojskowych, rozkazem B. Og. Org. 4031 Org. wprowadził zmiany w organizacji służby poborowej na stopie pokojowej. Zmiany te polegały między innymi na zamianie stanowisk oficerów administracji w PKU na stanowiska oficerów broni (piechoty) oraz zmniejszeniu składu osobowego PKU typ I–IV o jednego oficera i zwiększeniu o jednego urzędnika II kategorii. Liczba szeregowych zawodowych i niezawodowych oraz urzędników III kategorii i niższych funkcjonariuszy pozostała bez zmian.
1 lipca 1938 roku weszła w życie nowa organizacja służby uzupełnień, zgodnie z którą dotychczasowa PKU Wieluń została przemianowana na Komendę Rejonu Uzupełnień Wieluń przy czym nazwa ta zaczęła obowiązywać 1 września 1938 roku, z chwilą wejścia w życie ustawy z dnia 9 kwietnia 1938 roku o powszechnym obowiązku wojskowym. Obok wspomnianej ustawy i rozporządzeń wykonawczych do niej, działalność KRU Wieluń normowały przepisy służbowe MSWojsk. D.D.O. L. 500/Org. Tjn. Organizacja służby uzupełnień na stopie pokojowej z 13 czerwca 1938 roku. Zgodnie z tymi przepisami komenda rejonu uzupełnień była organem wykonawczym służby uzupełnień .
Komendant Rejonu Uzupełnień w sprawach dotyczących uzupełnień Sił Zbrojnych i administracji rezerw podlegał bezpośrednio dowódcy Okręgu Korpusu Nr IV, który był okręgowym organem kierowniczym służby uzupełnień. Rejon uzupełnień nie uległ zmianie i nadal obejmował powiat wieluński.

## Obsada personalna
Poniżej przedstawiono wykaz oficerów zajmujących stanowisko komendanta Powiatowej Komendy Uzupełnień i komendanta rejonu uzupełnień oraz wykaz osób funkcyjnych (oficerów i urzędników wojskowych) pełniących służbę w PKU i KRU Wieluń, z uwzględnieniem najważniejszych zmian organizacyjnych przeprowadzonych w 1926 i 1938 roku.
| Komendanci                               | Komendanci              | Komendanci                               |
| ---------------------------------------- | ----------------------- | ---------------------------------------- |
| Stopień, imię i nazwisko                 | Okres pełnienia funkcji | Kolejne stanowisko (dalsze losy)         |
| mjr / ppłk piech. Jerzy Mikołaj Rogalski | 1921 – 16 IV 1928       | dyspozycja dowódcy OK IV                 |
| płk art. Karol Podonowski                | 5 V 1928 – I 1930       | dyspozycja dowódcy OK IV                 |
| ppłk piech. Ludwik Okniński              | IX 1930 – XII 1931      | dyspozycja dowódcy OK IV                 |
| mjr piech. Edward Teofil Jess            | III 1932 – III 1934     | dyspozycja dowódcy OK IV                 |
| mjr piech. Stanisław Stypa               | VI 1934 – 1939          | niemiecka niewola, w Oflagu VII A Murnau |

| Obsada pozostałych stanowisk funkcyjnych PKU w latach 1921–1925 | Obsada pozostałych stanowisk funkcyjnych PKU w latach 1921–1925 | Obsada pozostałych stanowisk funkcyjnych PKU w latach 1921–1925 | Obsada pozostałych stanowisk funkcyjnych PKU w latach 1921–1925 |
| --------------------------------------------------------------- | --------------------------------------------------------------- | --------------------------------------------------------------- | --------------------------------------------------------------- |
| I referent                                                      | kpt. piech. Marian Kromp                                        | do 16 VIII 1923                                                 | 19 pp                                                           |
| I referent                                                      | kpt. art. Tadeusz Stefanowicz                                   | 16 VIII – 10 XI 1923                                            | 1 pag                                                           |
| I referent                                                      | kpt. piech. Władysław Stankiewicz                               | 10 XI 1923 – II 1925                                            | 29 pp                                                           |
| I referent                                                      | kpt. piech. Feliks Sienczewski                                  | II – III 1925                                                   | 15 pp                                                           |
| I referent                                                      | kpt. piech. Fryderyk Choms                                      | 31 XII 1925 – II 1926                                           | kierownik I referatu                                            |
| II referent                                                     | urzędnik wojsk. XI rangi / por. kanc. Piotr Kijania             | 1923 – 1924                                                     | referent                                                        |
| oficer instrukcyjny                                             | por. piech. Aleksander Habiniak                                 | 1923                                                            |                                                                 |
| oficer ewidencyjny na powiat wieluński                          | por. piech. / kanc. Stanisław II Jastrzębski                    | 1 VIII 1923 – III 1925                                          | OE Grójec PKU Warszawa Powiat                                   |
| oficer ewidencyjny na powiat wieluński                          | por. piech. Stanisław Zarębski                                  | III 1925 – II 1926                                              | 5 pp Leg.                                                       |
| Obsada pozostałych stanowisk funkcyjnych PKU w latach 1926–1938 |                                                                 |                                                                 |                                                                 |
| kierownik I referatu administracji rezerw i zastępca komendanta | kpt. / mjr piech. Fryderyk Choms                                | II 1926 – III 1929                                              | komendant PKU Drohobycz                                         |
| kierownik I referatu administracji rezerw i zastępca komendanta | mjr dypl. piech. Leon Bulowski                                  | p.o. III – XII 1929                                             | DOK V                                                           |
| kierownik I referatu administracji rezerw i zastępca komendanta | mjr piech. Józef Siewiński                                      | p.o. XII 1929 – IX 1930                                         | dyspozycja dowódcy OK IV                                        |
| kierownik I referatu administracji rezerw i zastępca komendanta | kpt. kanc. Marian Markowski                                     | X 1930 – 30 IX 1931                                             | stan spoczynku                                                  |
| kierownik I referatu administracji rezerw i zastępca komendanta | kpt. piech. Tadeusz Józef Weyers                                | III 1932 – VII 1935                                             | dyspozycja dowódcy OK IV                                        |
| kierownik II referatu poborowego                                | por. kanc. Bolesław Michał Żułciński                            | II 1926 – VIII 1929                                             | dyspozycja dowódcy OK IV                                        |
| kierownik II referatu poborowego                                | por. piech. Piotr Ilgiewicz                                     | III 1930                                                        |                                                                 |
| kierownik II referatu poborowego                                | por. kanc. Alfred Jan Gebel                                     | VI 1930 – 15 IX 1932                                            | praktyka u płatnika Dowództwa Floty                             |
| kierownik II referatu poborowego                                | kpt. piech. Władysław Wilczyński                                | 1932 – był w VI 1935                                            |                                                                 |
| referent                                                        | por. adm. (kanc.) Piotr Kijania                                 | II 1926 – VII 1928                                              | dyspozycja dowódcy OK IV                                        |
| referent                                                        | por. adm. (san. / kanc.) Edmund Walenty Opieliński              | 25 I – 1 XII 1930                                               | kierownik kancelarii 17 DP                                      |
| Obsada pozostałych stanowisk funkcyjnych KRU w latach 1938–1939 |                                                                 |                                                                 |                                                                 |
| kierownik I referatu ewidencji                                  | kpt. adm. (piech.) Henryk II Kosiński                           | 1939                                                            |                                                                 |
| kierownik II referatu uzupełnień                                | kpt. adm. (piech.) Józef Serwacy Grabowski                      | 1939                                                            |                                                                 |